# Nadační fond pro protonovou terapii
Nadační fond pro protonovou terapii je nezávislá, nevládní, nezisková organizace se sídlem v Praze, která se od doby svého založení dne 20.12.2010 snaží zvýšit povědomí o možnosti léčby protonovou terapií. Mezi jeho aktivity patří pořádání akcí pro setkávání pacientů, kteří už protonovou léčbou prošli s těmi, kteří ji teprve absolvují a občasné informační kampaně.
Nadační fond pro protonovou terapii je pro všechny, kteří potřebují podporu či pomoc před a během protonové léčby. Nadační fond pro protonovou terapii realizuje několik vlastních projektů jak na podporu zajištění psychologické pomoci, tak v oblasti nutričního poradenství, právní pomoci a asistenční nezdravotnické služby či finanční pomoc pacientům Protonového centra v Praze. 
Nadační fond pro protonovou terapii je financován z veřejných příspěvků a darů. Získané finanční prostředky poté rozděluje v rámci vlastních projektů na pomoc pacientům před a během protonové léčby.
Jeho hlavním statutárním orgánem je správní rada, které předsedá Ing. František Francírek, Ph.D.

## Historie
Nadační fond pro protonovou terapii byl založen v roce 2010 a jeho posláním bylo zvýšení povědomí o možnosti léčby protonovou terapií, tedy další možností druhu radioterapie. Podle jednoho ze zakladatelů totiž "...teprve dostupnost úplných, a hlavně srozumitelných informací umožňuje opravdu vědomé rozhodování pacientů a s ním úzce související, tolik žádoucí a prospěšnou, aktivní spoluúčast v léčebném procesu"
Od roku 2010 si prošel řadou změn a od roku 2021 rozšířil svoji působnost v oblasti individuální pomoci a komplexních nezdravotních služeb pro klienty Protonového centra v Praze. 

## Jak pomáhá Nadační fond pro protonovou terapii
Tým pracovníků Nadačního fondu pro protonovou terapii poskytuje široké spektrum asistenčních služeb.

###### Nadační příspěvek
Na základě žádosti pacienta poskytuje finanční pomoc ve formě nadačního příspěvku určeného na úhradu nákladů, spojených s léčbou.

###### Psychologická pomoc
Pacientům i jejich nejbližším zajistí jednorázovou i dlouhodobou psychologickou pomoc.

###### Asistence v průběhu protonové terapie
Pacientům bez ohledu na věk poskytuje službu provázení v rámci celého průběhu léčby.

###### Nutriční poradenství
Ve spolupráci s klinikou B Braun zajišťuje odborné nutriční poradenství.

###### Asistenční nezdravotnické služby
Pomoc s hlídáním dětí, vyzvedávání předepsaných léků i všeobecné poradenství.

###### Pomoc s ubytováním v Praze
Pacientům Protonového centra může pomoci s výběrem ubytování v Praze.

## Protonová terapie a metoda pencil beam scanning
Protonová terapie používá k ozáření a likvidaci nádorových buněk protony. Tyto částice dávají protonové terapii její mnohé výhody. Největší výhodou v porovnání s běžnou radioterapií je její přesnost a schopnost ochránit zdravé tkáně.
Protony, tedy kladně nabité elementární částice jádra atomu vodíku, jsou v cyklotronu urychleny na přibližně polovinu rychlosti světla. Tím získají energii, která umožňuje zničit nádory až v hloubce 30 centimetrů. Následně jsou protony usměrněny silným magnetickým polem do velmi úzkého paprsku a s vysokou přesností přeneseny do nádoru. Při zbrzdění v nádorové tkáni dojde k uvolnění energie, ionizaci a poškození DNA zasažené buňky. Je-li toto poškození vícečetné, rakovinová buňka se přestává dělit, nebo přímo umírá.
Tužkové skenování neboli Pencil Beam Scanning (PBS), označuje přesné rozložení dávky protonového paprsku a představuje v současnosti naprostý vrchol v technologii protonové terapie. Při tomto způsobu ozařování je tenký (tužkový) svazek směřován do příslušného bodu cílového objemu pomocí magnetického pole. Vysoce přesným řízením změn tohoto magnetického pole docíleno postupného ozáření celého nádorového ložiska.
Protonovou léčbu rakoviny lze doporučit pro většinu nádorových onemocnění, pro které je vhodná léčba ozařováním. Jedná se zejména o nádory, které se nacházejí v blízkosti životně důležitých orgánů citlivých k ozáření. Nejčastěji jsou léčeni pacienti s diagnózou rakoviny prostaty, rakoviny prsu, nádory u dětí, nádory hlavy a krku, nádory mozku a centrální nervové soustavy, nádory plic, vybranými nádory zažívacího traktu, maligními lymfomy a nádory jater Archivováno 8. 10. 2021 na Wayback Machine.. Přestože protonová terapie představuje šetrnou metodu radioterapie, ne všechny typy onkologických onemocnění mohou být pomocí protonů léčeny. Jedná se například o žaludek, střeva, gynekologické orgány.